# Ogden Nash

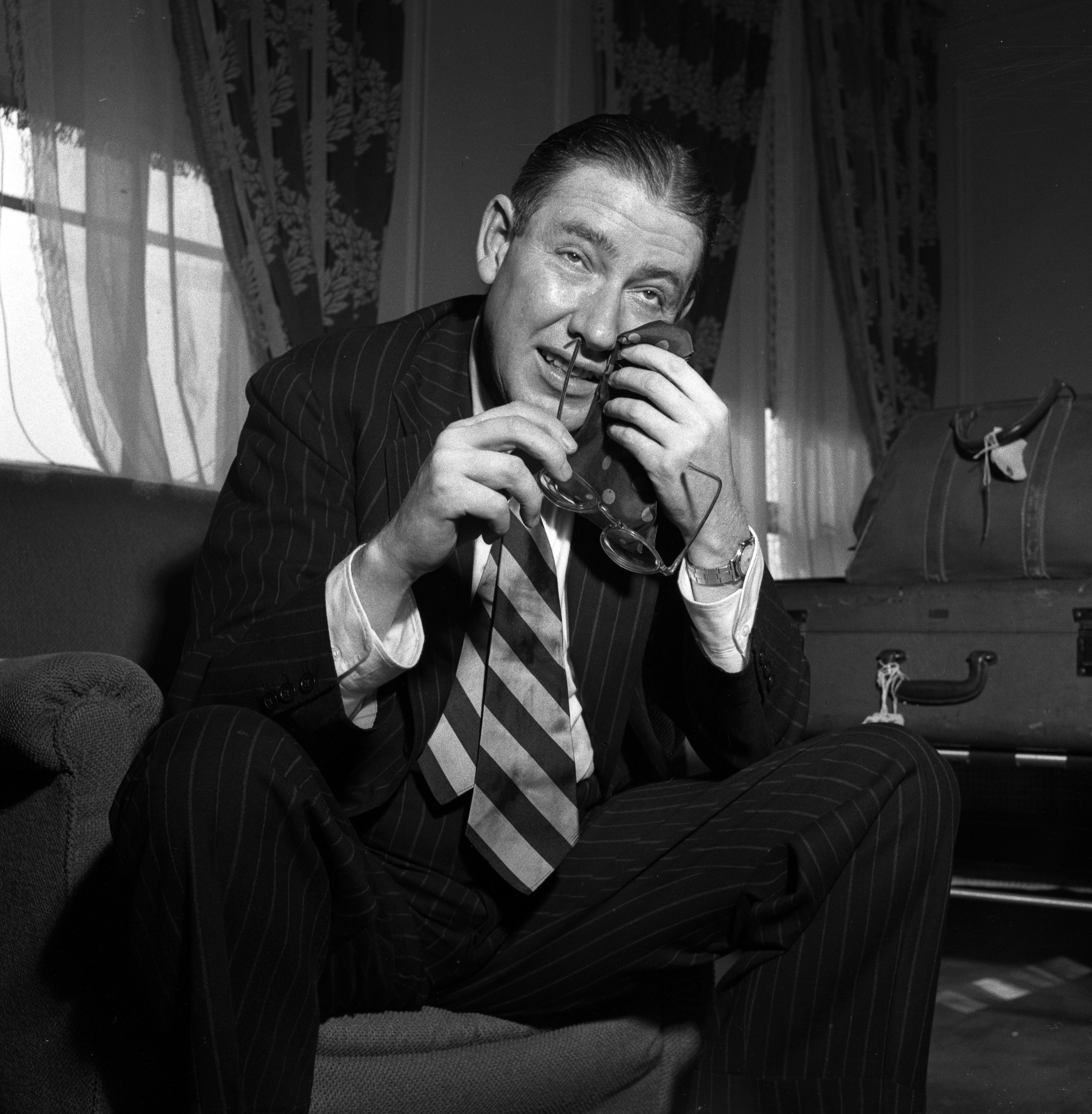
Ogden Nash (1949)

Frederic Ogden Nash (19 tháng 8 năm 1902 – 19 tháng 5 năm 1971) – nhà thơ trào phúng Mỹ, tác giả của những tập thơ châm biếm chua cay mà nhẹ nhàng.

## Tiểu sử
Ogden Nash sinh ở Rye, New York. Sau khi học xong St. George's School (Middletown, Rhode Island), Nash vào học Đại học Harvard nhưng một năm sau nghỉ học, trở về St. George's dạy học. Một thời gian Nash làm việc ở công ty quảng cáo, sau đó tập trung toàn bộ cho thơ ca. Năm 1950 được bầu làm thành viên của Viện Văn học và Nghệ thuật Quốc gia. Ông mất ở Baltimore năm 1971.
Thành tựu đặc sắc nhất của Nash là thơ trào phúng. Ông biết cách châm biếm một cách chua cay thói khoa trương và lố bịch. Một trong những đặc điểm của thơ ông là cứ sau một câu ngắn lại một câu rất dài nhưng vẫn có vần điệu và niêm luật rất chặt chẽ. Bài thơ The Christmas That Almost Wasn’t (Lễ Giáng sinh hầu như chưa xảy ra, 1957) được coi là bài thơ tiêu biểu cho phong cách thơ của Nash.

## Tác phẩm
Các tập thơ tiêu biểu:
- Tự mình là người xa lạ ở đây (I'm a Stranger Here Myself, 1938).
- Gương mặt người thân (The Face Is Familiar, 1940).
- Những dự định tốt lành (Good Intentions, 1942).
- Nhiều năm về trước (Many Long Years Ago, 1945).
- Trái ngược (Versus, 1949).
- Từ đây anh không đi đến đó (You Can't Get There From Here, 1957).
- Tất cả, trừ em và anh (Everyone But Thee and Me, 1962).
- Những dòng trong ngày cưới (Marriage Lines, 1964).
- Những cuộc phiêu lưu chưa kể của Santa Clause (The Untold Adventures of Santa Clause, 1964).
- Cối xay gió không ngừng (There's Always Another Windmill, 1968).
- Con chó già nằm sủa (The Old Dog Barks Backwards, 1972).

## Một số bài thơ
| A Word to Husbands To keep your marriage brimming, With love in the loving cup, Whenever you're wrong, admit it; Whenever you're right, shut up. The Fly God in His wisdom made the fly And then forgot to tell us why. Boys and girls Boys and girls, Come out to play, The moon is shining Bright as day. If the moon is shining Bright as day, We thing that we’ll Stay and play. The Goat The Bill goat’s a handsome gent But has a most far-reaching scent. The Nanny goat is quite a belle Let’s hope she has no sense of smell. The Octopus Tell me, O Octopus, I begs, Is those things are arms or legs? I marvel at thee, Octopus; If I were thou, I’d call me Us. | Lời gửi những ông chồng Giữ cuộc hôn nhân của bạn cho đầy đặn Với tình yêu trong chiếc cốc yêu thương Khi bạn sai lầm hãy biết ăn năn Còn khi đúng hãy biết cách im lặng. Trí tuệ của Chúa Chúa Trời khôn ngoan đã tạo ra loài ruồi quấy nhiễu Nhưng Ngài đã quên nói với chúng ta là tại vì sao. Các cô và các cậu Hãy ra ngoài đồng chơi Giờ mặt trăng đang chiếu Sáng tỏ như ban ngày. Nếu mặt trăng đang chiếu Sáng tỏ như ban ngày Thì chúng ta ở lại Sân nhà và cùng chơi. Tình dê Dê đực Bill là một chàng trai đẹp Nhưng mùi của hắn ta khó chịu vô cùng Dê cái Nanny là cô gái dễ thương Hy vọng về mùi cô không cảm giác. Bạch tuộc Ơi bạch tuộc hãy nói Đâu chân và đâu tay? Nếu tôi là bạch tuộc Gọi tôi bằng “chúng tôi”. |

Nature Knows Best
I don’t know exactly how long ago Hector was a pup.
But it was quite long ago, and even then people used to have to start their day by getting up.
Yes, people have been getting up for centuries,
They have been getting up in palaces and Pullmans and penitentiaries.
The caveman had to get up before he could go out and track the bronto-saurus,
Verdi had to get up before he could sit down and compose the Anvil Chorus.
Alexander had to get up before he could go around being dominant,
Even Rip Van Winkle had to get up from one sleep before he could climb the mountain and encounter the sleep which has made him prominent.
Well, birds are descended from birds and flowers are descended from flowers,
And human beings are descended from generation after generation of ancestors who got up at least once every twenty-four hours.
And because birds are descended from birds they don’t have to be forced to sing like birds, instead of squeaking like rats,
And because flowers are descended from flowers they don’t have to be forced to smell like flowers, instead of like burning rubber or the Jersey flats.
But you take human beings, why their countless generations of ancestors who were always arising might just as well have spent all their lives on their mattresses or pallets,
Because their descendants haven’t inherited any talent for getting up at all, no, every morning they have to be forced to get up either by their own conscience or somebody else’s, or alarm clocks or valets.
Well, there is on obvious conclusion that I have always held to,
Which is that if Nature had really intended human beings to get up, why they would get up naturally and wouldn’t have to be compelled to.
Thiên nhiên biết rõ
Tôi không biết chính xác con người từ cái thời Hector ngày xưa ngày xửa ấy
Nhưng tôi tin rằng người ta vẫn bắt đầu mỗi ngày bằng việc sáng ra thức dậy.
Vâng, con người đã ngủ rồi thức dậy hàng trăm năm
Trong cung điện, nhà tù hay trong toa xe lửa hạng sang.
Người thượng cổ cần thức dậy trước khi loài khủng long thức dậy
Verdi cần thức dậy trước khi viết ra vở "Anvil Chorus" bất tử ấy
Alexander cần thức dậy trước khi tiếp tục lên đường chinh phục đất đai
Ngay cả Rip Van Winkle thức dậy trèo lên núi rồi sau đó mới lại ngủ say.
Vâng, loài hoa bắt nguồn từ hoa và loài chim kia thì cũng vậy
Còn con người muôn đời nay, mỗi ngày đêm vẫn cần ít nhất một lần thức dậy
Không cần bắt ép loài chim hót như chim, thay vì như chuột, vì rằng chim có nguồn gốc từ chim
Và vì rằng hoa có nguồn gốc từ hoa, không cần bắt ép chúng tỏa mùi hương thay mùi cao su cháy hay xà phòng
Nhưng con người đã bao thế hệ xưa nay vẫn thường xuyên sống cả đời trên đệm lông chim hay nệm cỏ
Bởi vì không biết cách thức dậy mỗi buổi sáng theo lương tâm của mình hay ai đó, đồng hồ báo thức hay người phục vụ.
Còn tôi rút ra một kết luận rõ ràng – như đã nói từ đầu
Nếu như Thiên nhiên chỉ định con người thức dậy mỗi buổi sáng, thì người ta sẽ thức dậy tự nhiên chứ chẳng cần phải ép buộc gì đâu.
Bản dịch của Nguyễn Viết Thắng